# NGC 4202
NGC 4202 é uma galáxia espiral (Sbc) localizada na direcção da constelação de Virgo. Possui uma declinação de -01° 03' 50" e uma ascensão recta de 12 horas, 18 minutos e 08,5 segundos.